# Trybunał inkwizycji w Capodistrii
Trybunał inkwizycji w Capodistrii – sąd inkwizycyjny, mający swą siedzibę w Capodistrii (obecnie Koper w Słowenii) na terenie ówczesnej Republiki Weneckiej. Istniał od połowy XVI wieku do roku 1806. Był kierowany przez franciszkanów konwentualnych i należał do struktur inkwizycji rzymskiej.

## Historia
Półwysep Istrii od końca XIII wieku objęty był jurysdykcją franciszkańskich inkwizytorów mianowanych przez władze slawońsko-dalmackiej prowincji zakonnej. Dalmaccy prowincjałowie, na podstawie przywilejów papieskich z lat 1291, 1298 i 1330, mianowali inkwizytorów aż po wiek XVI.  Prowincja slawońsko-dalmacka rozciągała się  od Istrii na północy do Macedonii na południu i od wybrzeża dalmackiego na zachodzie po Bośnię na wschodzie.
W latach 40. XVI wieku biskupem Capodistrii był Pier Paolo Vergerio, którego Rzym podejrzewał o sprzyjanie ideom reformacji. Utworzona przez papieża Pawła III w latach 1541–1542 Kongregacja Rzymskiej i Powszechnej Inkwizycji (Święte Oficjum) wszczęła dochodzenie w sprawie jego poglądów, jednak w niewielkim zakresie skorzystała z pomocy inkwizytorów Dalmacji i Istrii, z których zresztą niektórzy (Gian Pietro Celso, Valengo Tisano) wkrótce także znaleźli się w kręgu podejrzeń. W grudniu 1548 Kongregacja mianowała teatyna Annibale Grisonio swoim komisarzem w diecezji Capodistria. Pełnił on służbę przez kilka miesięcy, przesłuchując świadków i zbierając dowody. Blisko dekadę później, 24 marca 1558, jego mandat został odnowiony przez papieża Pawła IV, który mianował go komisarzem Rzymskiej Inkwizycji w Istrii, Friuli i Dalmacji.
Na temat początków właściwego trybunału inkwizycyjnego w Capodistrii funkcjonują w źródłach dwie wersje. Według pierwszej, przekazanej m.in. przez Ribettiego, początki trybunału należy datować na ok. 1546, a pierwszymi inkwizytorami mianowanymi w tym roku byli Annibale Grisonio oraz franciszkanin Biagio da Cherso. Druga z kolei, zawarta w spisanej w połowie XVIII historii trybunału autorstwa inkwizytora Stefano Giacomazziego, podaje, że trybunał utworzony został w 1559, a jego pierwszym inkwizytorem był Fermo Olmi. W żadnej z tych dwóch wersji nie jest wymieniany franciszkanin Gian Pietro Celso, który jest udokumentowany jako inkwizytor rezydujący w Capodistrii w latach 1547–1549, na dodatek działalność Grisonio datowana jest o kilka lat za wcześnie. Na podstawie skąpo zachowanego materiału źródłowego można stwierdzić, że jeszcze w latach 50. XVI wieku Istria była objęta jurysdykcją franciszkańskich inkwizytorów prowincji dalmackiej, którzy niekiedy wszakże rezydowali w konwentach na terenie Istrii. Prawdopodobnie pierwszej nominacji inkwizytorskiej dla diecezji i okręgu Capodistrii dokonał inkwizytor generalny Wenecji Felice Peretti, który 14 maja 1558 mianował franciszkanina Francesco Rosellę inkwizytorem i komisarzem Świętego Oficjum dla diecezji Capodistrii. Jego następcą był prawdopodobnie Valengo Tisano, który w późniejszych latach sam stał się obiektem dochodzenia ze strony weneckiego trybunału inkwizycyjnego. W 1569 franciszkanie na kilka lat zostali odsunięci od sprawowania urzędu inkwizytorskiego w Istrii na rzecz dominikanów. Z pewnością ostateczne uformowanie się samodzielnego trybunału inkwizycyjnego z siedzibą we franciszkańskim konwencie w Capodistrii nastąpiło dzięki staraniom franciszkanina z Wenecji Fermo Olmi (zm. 1590). Za jego urzędowania papież Grzegorz XIII przyznał każdoczesnemu inkwizytorowi Capodistrii rentę w wysokości 25 skudów rocznie oraz nadał im beneficja w diecezji Puli, co zapewniło im ekonomiczną niezależność (1580).
O późniejszej działalności trybunału w Capodistrii niestety niewiele da się powiedzieć, gdyż jego archiwum zaginęło. Tym większego znaczenia nabierają dwa opracowania autorstwa miejscowych inkwizytorów, zachowane w rękopisach. W 1704 inkwizytor Lorenzo Bragaldi sporządził katalog inkwizytorów Istrii wraz z notami biograficznymi, a w 1748 inkwizytor Stefano Giacomazzi napisał na zlecenie Kongregacji Świętego Oficjum historię trybunału w Capodistrii.
Republika Wenecka przestała istnieć w wyniku inwazji rewolucyjnej Francji w 1797. Po pokoju w Campo Formio (17 października 1797) Capodistria znalazła się w granicach Austrii. Kilka lat później, w wyniku kolejnej wojny francusko-austriackiej, zostało włączone do utworzonego przez Napoleona Bonaparte Królestwa Włoch, którego władze nie zamierzały tolerować dłużej działalności inkwizycji. Dekretem z dnia 28 lipca 1806 konwent S. Francesco w Capodistrii został rozwiązany, co oznaczało jednocześnie także likwidację trybunału inkwizycyjnego.

## Organizacja
Siedziba trybunału mieściła się w konwencie franciszkańskim S. Francesco w Capodistrii. Na jego czele stał inkwizytor wywodzący się zawsze z zakonu franciszkanów konwentualnych, którego wspierało jedenastu wikariuszy i jeden wikariusz rejonowy. Zgodnie z zasadami panującymi w Republice Weneckiej, w procesach asystowali także świeccy urzędnicy.
Jurysdykcja inkwizytorów Capodistrii obejmowała okręgi Istrii, należące do Republiki Weneckiej, czyli diecezje Capodistrii, Parenzo, Puli i Cittanova d'Istria.

## Inkwizytorzy Capodistrii
- - Annibale Grisoni CRT, komisarz Inkwizycji w Istrii (1548–1549 i ponownie 1558–1559)
- Francesco Rosella d'Ascoli OFMConv (1558–1559)
- Valengo Tisano da Pirano OFMConv (1559–1569?)
- Pietro de Giovanni da Capodistria OP (1569–1570?)
- Egidio Dragonia OFMConv (1573)
- Desiderio Bianchesi da Crema OFMConv (1577-1578)
- Franjo Zupan da Cattaro OFMConv (1578), prawdopodobnie nie objął urzędu[8]
- Fermo Olmi da Venezia OFMConv (ok. 1579–1590)
- Antonio Cancelli da Tolentino OFMConv (1591–1601)
- Francesco Maria Castellani da Tossignano OFMConv (1601–1608)
- Cesare Migliagni da Ravenna OFMConv (1608–1612)
- Domenico Vico da Osimo OFMConv (1612–1614)
- Giovanni Battista Allabardi da Treviso OFMConv (1614–1615)
- Gregorio Dionigi da Cagli OFMConv (1615–1636)
- Francesco Sertorio da Castelfidardo OFMConv (1636)
- Remigio Magnavacca OFMConv (1636–1640)
- Vincenzo Pinieri da Montefiascone OFMConv (1640–1642)
- Egidio Martelli di San Marino OFMConv (1642–1650)
- Francesco Cincignano da Viterbo OFMConv (1650–1671)
- Francesco Colli da Bologna OFMConv (1671–1674)
- Antonio Dall'Occhio da Ferrara OFMConv (1674)
- Iacopo Tosini da Castiglione Fiorentino OFMConv (1674–1677)
- Cornelio Navarra da Ferrara OFMConv (1677–1681)
- Stefano Mangarelli da Rimini OFMConv (1681–1693)
- Camillo Ronchi da Valcamonica OFMConv (1693–1703)
- Lucio Agostini da Bologna OFMConv (1703–1704)
- Giovanni Pellegrino Galassi da Bologna OFMConv (1704)
- Lorenzo Antonio Bragaldi da Castelbolognese OFMConv (1704–1706)
- Antonio Girolamo Cagnacci OFMConv (1706–1710)
- Mauro Andrezzini da Roma OFMConv (1710–1713)
- Bonaventura Antici da Camerino OFMConv (1713–1716)
- Bernardino Fracchia OFMConv (1716–1746)[9]
- Stefano Giacomazzi OFMConv (1746–1749)[3]
- Francesco Antonio Curioni da Assisi OFMConv (1749–1760)
- Girolamo Casella da Udine OFMConv (1760–1763)
- Giuseppe Maria Busati OFMConv (1763–1771)
- Pietro Antonio Cernivani OFMConv (1771–1792)
- Francesco Maria Zambelli OFMConv (1792–1806)